# أ. إل. بيتي
أ. إل. بيتي (بالإنجليزية: A. L. Beattie)‏ هو مهندس نيوزيلندي، ولد في 1852، وتوفي في 2 مايو 1920.